# 朱良 (弘治進士)
朱良（1466年—？），字宜直，順天府宛平县富户籍江西新淦县人，明朝政治人物。

## 生平
順天府鄉試第十二名舉人。弘治十二年（1499年）中式己未科會試第十六名，三甲第一百一名進士。授山東德州平原縣知縣，歷官南京员外郎，正德十年（1515年）五月考察。

## 家族
曾祖朱持坚；祖朱善迪；父朱隆瓒，義官。嫡母謝氏；生母沈氏。具庆下。兄贤。弟方、正、孝、廉。